# Марьяновка (Полесский район)
Марья́новка (укр. Мар’янівка) — село, входит в Полесский район Киевской области Украины.
Население по переписи 2001 года составляло 450 человек. Почтовый индекс — 07034. Телефонный код — 4592. Занимает площадь 6 км². Код КОАТУУ — 3223586401.

## Местный совет
07034, Київська обл., Поліський р-н, с. Мар'янівка, вул. Київська, 95